# Laura Guido Pérez
Laura María Guido Pérez (Turrialba, 25 de octubre de 1985) es una política y politóloga costarricense que se desempeñó como diputada por el segundo lugar de la provincia de Cartago, en la Asamblea Legislativa de Costa Rica, por el Partido Acción Ciudadana (PAC) para el periodo legislativo 2018-2022.

## Biografía
Nació en Turrialba, el 25 de octubre de 1985. Después de sus estudios en la educación primaria y secundaria, ingresa a la Universidad de Costa Rica (UCR) donde se gradúa como licenciada en Ciencias Políticas, en el 2013. En la Universidad se desempeñó como asistente de investigación en la Escuela de Ciencias Políticas.

### Carrera política
Entre octubre de 2007 y febrero de 2010, Guido se desempeñó como asistente de despacho del diputado Orlando Hernández Murillo, del Partido Acción Ciudadana (PAC), y entre octubre y diciembre de 2009, se desempeñó como consultora externa del Consejo Consultivo de la Sociedad Civil de la fracción del Partido Acción Ciudadana en la Asamblea Legislativa. Entre marzo de 2010 y octubre de 2017, Guido fungió como asesora política ante diplomáticos en la Embajada del Japón en Costa Rica.
En septiembre de 2017, fue elegida candidata a diputada por el segundo lugar de la provincia de Cartago para las elecciones de 2018, elección en la cual ganaría su partido con el candidato Carlos Alvarado Quesada, así como ella. El 1 de mayo de 2019, Guido fue elegida como secretaria de la Asamblea Legislativa de Costa Rica para el periodo 2018-2019. Dentro de la Asamblea Legislativa, Guido integró comisiones como Asuntos Jurídicos, Seguridad y Narcotráfico, y Turismo.